# Charles Ariiotima
Charles Ariiotima (* 18. Januar 1966) ist ein ehemaliger Fußballschiedsrichter aus Tahiti. Er leitete diverse Länderspiele bei mehreren großen internationalen Turnieren. In den Fokus der weltweiten Sportberichterstattung gelangte er im Jahre 2004 durch seine Entscheidungen in der Begegnung zwischen Serbien und Montenegro und Tunesien in der Gruppe C bei den Olympischen Sommerspielen in Athen am 17. August. Beim Stand von 1:1 pfiff er in der 81. Minute einen Strafstoß für die Afrikaner. Mohamed Jedidi trat als Schütze an und traf, doch Ariiotima ließ die Ausführung des Schusses insgesamt fünfmal wiederholen. Dreimal sollen die Tunesier die Strafraumlinie zu früh übertreten haben und bei zwei Schüssen – die der serbisch-montenegrinische Torwart parierte – urteilte Ariiotima, es sei jeweils ein Serbe zu früh in den Strafraum gelaufen. Schließlich wurde der Strafstoß in der sechsten Ausführung verwandelt und Tunesien gewann das Spiel letztendlich noch 3:2.
Nach seinem Rückzug vom aktiven Sport wechselte Ariiotima in den Managementbereich und ist heute in Diensten der Fédération Tahitienne de Football Koordinator für Futsal.

## Qualifikationen
Im Folgenden sind die Qualifikationsspiele für die Endrunden großer Turniere aufgelistet, bei denen Ariiotima als Schiedsrichter tätig war.
- Qualifikation zur Fußball-Weltmeisterschaft 2006 – Ozeanische Zone / OFC

Fidschi – Vanuatu (1:0)
Vanuatu – Australien (0:3)

## Turniere
Im Folgenden sind die Endrunden der großen Turniere aufgelistet, bei denen Ariiotima als Schiedsrichter tätig war. Fett markierte Spiele sind Finals.
- OFC-Nationen-Pokal 2002

Australien – Vanuatu (2:0)
Vanuatu – Neukaledonien (1:0)
Neuseeland – Australien (1:0)
- U-20-Fußball-Ozeanienmeisterschaft 2003

unbekannt
Australien – Fidschi (11:0)
- South Pacific Games 2003

Fidschi – Vanuatu (0:0)
Salomonen – Kiribati (7:0)
Fidschi – Salomonen (2:1)
- OFC-Nationen-Pokal 2004

Fidschi – Vanuatu (1:0)
Australien – Vanuatu (3:0)
- Olympische Sommerspiele 2004

Serbien und Montenegro – Tunesien  (2:3)
Costa Rica – Irak (0:2)